# Чаадаевский сельсовет (Пензенская область)
Чаадаевский сельсовет — сельское поселение в Городищенском районе Пензенской области Российской Федерации.
Административный центр — село Чаадаевка.

## История
Статус и границы сельского поселения установлены Законом Пензенской области от 2 ноября 2004 года № 690-ЗПО «О границах муниципальных образований Пензенской области».

## Население
| 2002  | 2010  | 2012  | 2013  | 2014  | 2015  | 2016  |
| ----- | ----- | ----- | ----- | ----- | ----- | ----- |
| 2507  | ↗4076 | ↘4023 | ↘3997 | ↘3987 | ↗4005 | ↘3915 |
| 2017  | 2018  | 2021  |       |       |       |       |
| ↘3831 | ↘3776 | ↘2086 |       |       |       |       |

## Состав сельского поселения
| № | Населённый пункт | Тип населённого пункта       | Население |
| - | ---------------- | ---------------------------- | --------- |
| 1 | Саловка          | село                         | ↘258      |
| 2 | Чаадаевка        | село, административный центр | ↗3818     |